# جنگ مدرن
جنگ مدرن (انگلیسی: Modern warfare) جنگی است که به‌طور قابل توجهی از مفاهیم، روش‌ها و فناوری‌های نظامی پیشین فاصله می‌گیرد و بر چگونگی مدرن‌سازی پیکارگران برای حفظ شایستگی جنگی خود تأکید می‌کند. به این ترتیب، جنگ مدرن موضوعی در حال تکامل است که در زمان‌ها و مکان‌های مختلف به‌طور متفاوتی دیده می‌شود. در محدودترین معنای خود، صرفاً مترادفی برای جنگ معاصر است.
جنگ مدرن در وسیع‌ترین معنای خود، شامل تمام جنگ‌ها از زمان «انقلاب باروت» است که آغاز جنگ مدرن اولیه را نشان می‌دهد، اما از دیگر پیشرفت‌های نظامی برجسته به جای آن استفاده شده است، از جمله تأکید بر توپخانه که با جنگ کریمه مشخص شد، اتکای نظامی به راه‌آهن که با جنگ داخلی آمریکا آغاز شد، پرتاب اولین دریدنوت در سال ۱۹۰۵ یا استفاده از مسلسل، هواگرد نظامی، تانک یا رادیو در جنگ جهانی اول.
به معنای دیگر، جنگ مدرن با تغییر جنگ متعارف، از جمله جنگ تمام‌عیار و جنگ صنعتی، مکانیزه و جنگ الکترونیک مرتبط است. این نوع جنگ می‌تواند جنگ ناشی از استفاده یا تهدید سلاح‌های کشتار جمعی، از جمله جنگ شیمیایی، جنگ بیولوژیک، جنگ پرتوزا و جنگ هسته‌ای را توصیف کند. جنگ مدرن می‌تواند جنگ نامتقارن، شامل بازیگران غیردولتی خشونت‌آمیز، جنگ چریکی، درگیری کم‌شدت و ضد شورش را توصیف کند. همچنین می‌تواند گسترش جنگ به حوزه‌های جدید، از جمله جنگ فضایی و جنگ سایبری، همچنین جنگ روانی و جنگ اطلاعاتی را در بر گیرد.